# Tilh
Tilh – miejscowość i gmina we Francji, w regionie Nowa Akwitania, w departamencie Landy.
Według danych na rok 1990 gminę zamieszkiwało 746 osób, a gęstość zaludnienia wynosiła 33 osób/km² (wśród 2290 gmin Akwitanii Tilh plasuje się na 549. miejscu pod względem liczby ludności, natomiast pod względem powierzchni na miejscu 445.).